# Festival mondial des arts nègres
En 1966, le Festival mondial des arts nègres, organisé à l'initiative de la revue Présence Africaine et de la Société africaine de culture par Léopold Sédar Senghor, a constitué un événement sans précédent dans l'histoire culturelle du continent africain.

## Objectifs
Selon le président-poète, il s'agissait de « parvenir à une meilleure compréhension internationale et interraciale, d’affirmer la contribution des artistes et écrivains noirs aux grands courants universels de pensée et de permettre aux artistes noirs de tous les horizons de confronter les résultats de leurs recherches ».

## Histoire
D'abord prévu en 1961, 1963 puis 1965, le premier festival s'est finalement tenu à Dakar (Sénégal) du 1er au 24 avril 1966. Des personnalités de tous horizons y ont participé : André Malraux, Aimé Césaire, Jean Price Mars, Duke Ellington, Joséphine Baker, Langston Hughes, Aminata Fall, Robert Hayden et bien d'autres. Tous les arts étaient représentés : arts plastiques, littérature, musique, danse, cinéma, etc. Un musée dynamique avait été spécialement construit pour la circonstance à Soumbédioune.
Organisée par des spécialistes africains et français, la première exposition d'art africain d'envergure internationale, montant des œuvres issues de collections publiques et privées du monde entier, « Art nègre : Sources, Évolutions, Expansion », est présentée au musée dynamique de Dakar à 20 000 visiteurs, puis au Grand Palais, à Paris, en juin 1966 devant 50 000 visiteurs. À Dakar, la création contemporaine africaine est, quant à elle, présentée au Palais de justice de Dakar, dans une autre exposition importante organisée par le peintre Iba N'Diaye : « Tendances et Confrontations », alors que les artistes africains-américains sont aussi présents dans « Ten Negro Artists from United States ». Tenu du 31 mars au 8 avril 1966, le colloque « Fonction et signification de l'art nègre dans la vie du peuple et pour le peuple »  rassemble des historiens de l'art, des anthropologues, des écrivains et des artistes de toutes les nationalités pour débattre des productions artistiques de l'Afrique. Si, dans numéro consacré par la revue Présence africaine à « l'art nègre » en 1951, les intellectuels européens sont seuls à s'exprimer, lors de ce colloque Paulin Vieyra, Katherine Dunham, Langston Hughes, Wole Soyinka, Engelbert Mveng, Lamine Diakhaté prennent la parole aux côtés de Jean Laude, Roger Bastide et William Fagg.
- Timbres émis en 1966 par la république du Congo.

"Timbres
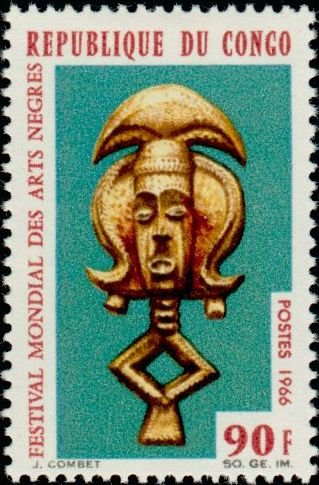
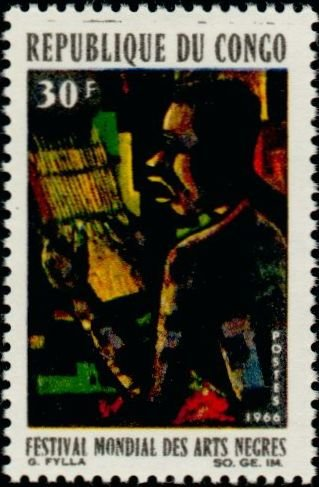
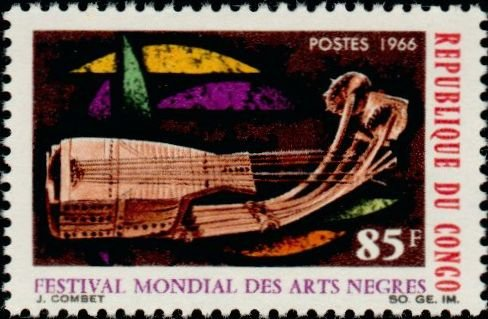

Dans son allocution, Aimé Césaire estime cependant que le mot « négritude » risque de devenir une « notion de divisions » lorsqu’il n'est pas remis dans son contexte historique des années 1930 et 1940.
À ces réserves s'ajoutent celles de l'opposition communiste sénégalaise persécutée, et l'absence de pays tels que Cuba, la Guinée ou l'Algérie. D'autres artistes, comme le chanteur Paul Robeson et la chanteuse Miriam Makeba refusent également de cautionner un événement qui donne du crédit à un régime jugé conservateur, anticommuniste et néocolonialiste. L'Algérie organise ensuite du 21 juillet au 1er août 1969 le Festival panafricain d'Alger.
Sa deuxième édition, prévue initialement en 1970, le FESTAC 77, s'est déroulée à Lagos (Nigeria) en 1977 et rassemble 69 pays.
La troisième édition du Festival mondial des Arts nègres à elle aussi souffert de plusieurs reports, prévu à l'origine du 1er au 14 décembre 2009, puis lors de la fête de l'indépendance en 2010. Elle se déroule du 10 au 31 décembre 2010 à Dakar et Saint-Louis, sous l’égide du Président de la République du Sénégal, Abdoulaye Wade, avec le Brésil pour invité d’honneur.

## Le Festival mondial des arts nègres 2010
Le festival de 2010 se déroule sur la Place de la Nation et introduit une puissante logistique audiovisuelle encore jamais vue en Afrique de l'Ouest.
- Le Festival célèbre les talents d’Afrique et de sa diaspora. Placé sous le thème de la Renaissance africaine, il s’affirme comme le plus grand rassemblement mondial des arts et cultures noirs. Alliant des débats à des fêtes et manifestations culturelles, il a une double ambition : festive et intellectuelle.

- Le comité d’organisation du Festival comprend: Serigne Modou Bousso Lèye, Ministre de la Culture du Sénégal, Président du comité ; Abdou Aziz Sow, le Délégué Général ; Syndiely Wade, la Déléguée Générale Adjointe.

- Un Forum permet de débattre sur le sujet de la Renaissance Africaine et l’apport des peuples noirs à la civilisation universelle. Associant des intellectuels et des scientifiques de renom, il est structuré autour de 6 conférences sur les thèmes suivants :
  - La permanence de la Résistance des peuples noirs.
  - Les diasporas noires: géographie, peuplement, histoire, situation politique.
  - L’apport des peuples noirs à la science et à la technologie.
  - La participation des peuples noirs à l’avènement du monde libre.
  - Les anciens Égyptiens étaient-ils ou non des Noirs ?
  - Quelle place pour l’Afrique dans la gouvernance mondiale ?

- La programmation du festival est rythmée par les manifestations suivantes :
  - Des expositions d’art et d’artisanat d’art (Arts d’Afrique / Arts Plastiques / Photographie / Design / Artisanat d’Art).
  - Des concerts réunissant les meilleurs musiciens, ainsi qu’une exposition sur l’histoire des Musiques Noires.
  - Des concerts et des expositions mettant en scène les nouvelles Cultures Urbaines (Rap, R&B, Graffitis).
  - Des défilés de Mode.
  - Un Salon du Livre mettant la Littérature à l’honneur.
  - Une rétrospective en hommage aux grands réalisateurs du Cinéma d’Afrique et de la diaspora.
  - Des spectacles de Danse.
  - Des pièces de Théâtre.
  - Une exposition sur les Sciences et la Technologie des peuples noirs.
  - Un volet sur l’architecture traditionnelle.
  - Un Festival de Gastronomie autour de la « Place des Saveurs ».
  - Un match de Football.
  - Une course à pied jalonnée de nombreuses animations musicales.
  - Une cérémonie d’ouverture et de clôture.